# Canada op de Olympische Zomerspelen 2016
Canada nam deel aan de Olympische Zomerspelen 2016 in Rio de Janeiro, Brazilië. De selectie bestond uit 310 sporters (128 mannen en 187 vrouwen). Zij kwamen uit in 29 olympische sportdisciplines. Trampolinespringster Rosannagh MacLennan, de enige olympisch kampioene namens Canada in 2012, droeg de nationale vlag tijdens de openingsceremonie. Bij de sluitingsceremonie droeg zwemster en goudenmedaillewinnares Penny Oleksiak de vlag.

## Medailleoverzicht
| Sport          | Olympiër(s)                                                                 | Onderdeel                | Medaille |
| -------------- | --------------------------------------------------------------------------- | ------------------------ | -------- |
| Atletiek       | Derek Drouin                                                                | hoogspringen (m)         | Goud     |
| Gymnastiek     | Rosannagh MacLennan                                                         | trampoline (v)           | Goud     |
| Worstelen      | Erica Wiebe                                                                 | –75 kg vrije stijl (v)   | Goud     |
| Zwemmen        | Penny Oleksiak                                                              | 100 m vrije slag (v)     | Goud     |
|                |                                                                             |                          |          |
| Atletiek       | Andre De Grasse                                                             | 200 m (m)                | Zilver   |
| Roeien         | Lindsay Jennerich Patricia Obee                                             | lichte dubbeltwee (v)    | Zilver   |
| Zwemmen        | Penny Oleksiak                                                              | 100 m vlinderslag (v)    | Zilver   |
|                |                                                                             |                          |          |
| Atletiek       | Brianne Theisen-Eaton                                                       | zevenkamp (v)            | Brons    |
| Atletiek       | Andre De Grasse                                                             | 100 m (m)                | Brons    |
| Atletiek       | Damian Warner                                                               | tienkamp (m)             | Brons    |
| Atletiek       | Akeem Haynes Aaron Brown Brendon Rodney Andre De Grasse                     | 4x100 m (m)              | Brons    |
| Paardensport   | Eric Lamaze                                                                 | springen                 | Brons    |
| Rugby          | vrouwenteam                                                                 | sevens (v)               | Brons    |
| Schoonspringen | Meaghan Benfeito                                                            | toren (v)                | Brons    |
| Schoonspringen | Meaghan Benfeito Roseline Filion                                            | toren synchroon (v)      | Brons    |
| Voetbal        | vrouwenteam                                                                 | vrouwen                  | Brons    |
| Wielersport    | Allison Beveridge Jasmin Glaesser Kirsti Lay Georgia Simmerling Laura Brown | ploegenachtervolging (v) | Brons    |
| Wielersport    | Catharine Pendrell                                                          | mountainbike (v)         | Brons    |
| Zwemmen        | Chantal Van Landeghem Sandrine Mainville Taylor Ruck Penny Oleksiak         | 4x100 m vrije slag (v)   | Brons    |
| Zwemmen        | Kylie Masse                                                                 | 100 m rugslag (v)        | Brons    |
| Zwemmen        | Hilary Caldwell                                                             | 200 m rugslag (v)        | Brons    |
| Zwemmen        | Katerine Savard Taylor Ruck Brittany MacLean Penny Oleksiak                 | 4x200 m vrije slag (v)   | Brons    |

## Deelnemers en resultaten
(m) = mannen, (v) = vrouwen, (g) = gemengd

### Atletiek
| Olympiër                                                                                           | Onderdeel                | Resultaat | Prestatie |
| -------------------------------------------------------------------------------------------------- | ------------------------ | --------- | --- |
| Aaron Brown                                                                                        | 100 m (m)                | 31e       | serie 8: 3de in 10,24 |
| Andre De Grasse                                                                                    | 100 m (m)                | Brons     | serie 4: 1ste in 10,04 halve finale 2: 2de in 9,92 finale: 3de in 9,91 |
| Akeem Haynes                                                                                       | 100 m (m)                | 26e       | serie 5: 6de in 10,22 |
| Aaron Brown                                                                                        | 200 m (m)                | 16e       | serie 3: 3de in 20,23 halve finale 1: 7de in 20,37 |
| Andre De Grasse                                                                                    | 200 m (m)                | Zilver    | serie 10: 1ste in 20,09 halve finale 2: 2de in 19,80 (NR) finale: 2de in 20,02 |
| Brendon Rodney                                                                                     | 200 m (m)                | 25e       | serie 7: 3de in 20,34 |
| Brandon McBride                                                                                    | 800 m (m)                | 14e       | serie 6: 1ste in 1.45,99 halve finale 2: 6de in 1.45,41 |
| Anthony Romaniw                                                                                    | 800 m (m)                | 33e       | serie 3: 6de in 1.47,59 |
| Nathan Brannen                                                                                     | 1500 m (m)               | 10e       | serie 2: 4de in 3.47,07 halve finale 1: 7de in 3.40,20 finale: 10de in 3.51,45 |
| Charles Philibert-Thiboutot                                                                        | 1500 m (m)               | 17e       | serie 1: 8ste in 3.40,04 halve finale 2: 8ste in 3.40,79 |
| Mohammed Ahmed                                                                                     | 5000m (m)                | 4e        | serie 2: 6de in 13.21,00 finale: 4de in 13.05,94 |
| Lucas Bruchet                                                                                      | 5000m (m)                | 37e       | serie 1: 19de in 14.02,02 |
| Mohammed Ahmed                                                                                     | 10000m (m)               | 32e       | 29.32,84 |
| Johnathan Cabral                                                                                   | 110 m horden (m)         | 6e        | serie 2: 4de in 13,63 halve finale 2: 4de in 13,41 finale: 6de in 13,40 |
| Sekou Kaba                                                                                         | 110 m horden (m)         | 29e       | serie 5: 8ste in 13,70 |
| Matthew Hughes                                                                                     | 3000m steeplechase (m)   | 10e       | serie 1: 3de in 8.26,27 finale: 10de in 8.36,83 |
| Taylor Milne                                                                                       | 3000m steeplechase (m)   | 36e       | serie 3: 9de in 8.34,38 |
| Chris Winter                                                                                       | 3000m steeplechase (m)   | 25e       | serie 2: 10de in 8.33,95 |
| Mobolade Ajomale Aaron Brown Andre De Grasse Akeem Haynes Oluwasegun Makinde Brendon Rodney        | 4x100m (m)               | Brons     | serie 1: 3de in 37,89 finale: 3de in 37,64 (NR) |
| Reid Coolsaet                                                                                      | marathon (m)             | 23e       | 2:14.58 |
| Eric Gillis                                                                                        | marathon (m)             | 10e       | 2:12.29 |
| Evan Dunfee                                                                                        | 20km snelwandelen (m)    | 10e       | 1:20.49 |
| Inaki Gomez                                                                                        | 20km snelwandelen (m)    | 12e       | 1:21.18 |
| Benjamin Thorne                                                                                    | 20km snelwandelen (m)    | 27e       | 1:22.28 |
| Mathieu Bilodeau                                                                                   | 50km snelwandelen (m)    | DNF       | niet gefinisht |
| Evan Dunfee                                                                                        | 50km snelwandelen (m)    | 4e        | 3:41.38 (NR) |
| Derek Drouin                                                                                       | hoogspringen (m)         | Goud      | kwalificatie groep B: 1ste met 2,29m finale: 1ste met 2,38m |
| Michael Mason                                                                                      | hoogspringen (m)         | 18e       | kwalificatie groep A: 10de met 2,26m |
| Shawnacy Barber                                                                                    | polsstokhoogspringen (m) | 10e       | kwalificatie groep B: 1ste met 5,70m finale: 10de met 5,50m |
| Tim Nedow                                                                                          | kogelstoten (m)          | 16e       | kwalificatie groep A: 8ste met 20,00m |
| Damian Warner                                                                                      | tienkamp (m)             | Brons     | 100m: 1ste in 10,30 (1023 punten) verspringen: 3de met 7,67m (977 punten) kogelstoten: 23ste met 13,66m (708 punten) hoogspringen: 10de met 2,04m (840 punten) 400m: 3de in 47,35 (941 punten) 110m horden: 1ste in 13,58 (1029 punten) discuswerpen: 11de met 44,93m (765 punten) polsstokhoogspringen: 15de met 4,70m (819 punten) speerwerpen: 11de met 63,19m (786 punten) 1500m: 5de in 4.24,90 totaal: 8666 punten |
| |                          |           | |
| Crystal Emmanuel                                                                                   | 100m (v)                 | 28e       | serie 6: 4de in 11,43 |
| Khamica Bingham                                                                                    | 100m (v)                 | 25e       | serie 2: 3de in 11,41 |
| Crystal Emmanuel                                                                                   | 200m (v)                 | 23e       | serie 1: 3de in 22,80 halve finale 3: 8ste in 23,05 |
| Kimberly Hyacinthe                                                                                 | 200m (v)                 | DNS       | niet gestart |
| Alicia Brown                                                                                       | 400m (v)                 | 27e       | serie 3: 5de in 52,27 |
| Kendra Clarke                                                                                      | 400m (v)                 | 48e       | serie 4: 6de in 53,61 |
| Carline Muir                                                                                       | 400m (v)                 | 12e       | serie 8: 2de in 51,57 halve finale 2: 5de in 51,11 |
| Melissa Bishop                                                                                     | 800m (v)                 | 4e        | serie 4: 1ste in 1.58,38 halve finale 2: 2de in 1.59,05 finale: 4de in 1.57,02 (NR) |
| Nicole Sifuentes                                                                                   | 1500m (v)                | 18e       | serie 3: 7de in 4.07,43 halve finale 2: 7de in 4.08,53 |
| Gabriela Stafford                                                                                  | 1500m (v)                | 25e       | serie 2: 9de in 4.09,45 |
| Hilary Stellingwerff                                                                               | 1500m (v)                | 31e       | serie 1: 7de in 4.12,00 |
| Jessica O'Connell                                                                                  | 5000m (v)                | 29e       | serie 1: 13de in 15.51,18 |
| Andrea Seccafien                                                                                   | 5000m (v)                | 23e       | serie 2: 11de in 15.30,32 |
| Lanni Marchant                                                                                     | 10000m (v)               | 25e       | 32.04,21 |
| Natasha Wodak                                                                                      | 10000m (v)               | 22e       | 31.53,14 |
| Phylicia George                                                                                    | 100 m horden (v)         | 8e        | serie 2: 2de in 12,83 halve finale 2: 2de in 12,77 finale: 8ste in 12,89 |
| Nikkita Holder                                                                                     | 100 m horden (v)         | DSQ       | serie 5: 4de in 12,92 halve finale 2: gediskwalificeerd |
| Angela Whyte                                                                                       | 100 m horden (v)         | 30e       | serie 3: 6de in 13,09 |
| Chanice Chase-Taylor                                                                               | 400 m horden (v)         | 47e       | serie 2: 8ste in 1.02,83 |
| Noelle Montcalm                                                                                    | 400 m horden (v)         | 18e       | serie 5: 2de in 56,07 halve finale 1: 6de in 56,28 |
| Sage Watson                                                                                        | 400 m horden (v)         | 11e       | serie 6: 2de in 55,93 halve finale 2: 4de in 55,44 |
| Maria Bernard                                                                                      | 3000 m steeplechase (v)  | 42e       | serie 2: 13de in 9.50,17 |
| Erin Teschuk                                                                                       | 3000 m steeplechase (v)  | 44e       | serie 1: 16de in 9.53,70 |
| Geneviève Lalonde                                                                                  | 3000 m steeplechase (v)  | 16e       | serie 3: 4de in 9.30,24 finale: 16de in 9.41,88 |
| Khamica Bingham Crystal Emmanuel Phylicia George Kimberly Hyacinthe Farah Jacques Marissa Kurtimah | 4x100m (v)               | 7e        | serie 1: 4de in 42,60 finale: 7de in 43,15 |
| Alicia Brown Chanice Chase-Taylor Kendra Clarke Carline Muir Micha Powell Sage Watson              | 4x400 m (v)              | 4e        | serie 2: 3de in 3.24,94 finale: 4de in 3.26,43 |
| Krista DuChene                                                                                     | marathon (v)             | 35e       | 2:35.29 |
| Lanni Marchant                                                                                     | marathon (v)             | 24e       | 2:33.08 |
| Christabel Nettey                                                                                  | verspringen (v)          | 20e       | kwalificatie groep A: 12de met 6,37m |
| Alyxandria Treasure                                                                                | hoogspringen (v)         | 17e       | kwalificatie groep A: 10de met 1,94m finale: 17de met 1,88m |
| Kelsie Ahbe                                                                                        | polsstokhoogspringen (v) | 12e       | kwalificatie groep A: 5de met 4,55m finale: 12de met 4,50m |
| Annika Newell                                                                                      | polsstokhoogspringen (v) | 17e       | kwalificatie groep B: 15de met 4,15m |
| Alysha Newman                                                                                      | polsstokhoogspringen (v) | 29e       | kwalificatie groep B: 9de met 4,45m |
| Brittany Crew                                                                                      | kogelstoten (v)          | 18e       | kwalificatie groep A: 9de met 17,45m |
| Taryn Suttie                                                                                       | kogelstoten (v)          | 28e       | kwalificatie groep B: 15de met 16,74m |
| Elizabeth Gleadle                                                                                  | speerwerpen (v)          | 16e       | kwalificatie groep A: 9de met 60,28m |
| Heather Steacy                                                                                     | kogelslingeren (v)       | 23e       | kwalificatie groep A: 13de met 66,01m |
| Brianne Theisen-Eaton                                                                              | zevenkamp (v)            | Brons     | 100m horden: 6de in 13,18 (1097 punten hoogspringen: 5de met 1,86m (1054 punten) kogelstoten: 17de met 13,45m (757 punten) 200m: 9de in 24,18 (963 punten) verspringen: 4de met 6,48m (1001 punten) speerwerpen: 11de met 47,36m (809 punten) 800m: 5de in 2.09,50 (972 punten) totaal: 6653 punten |

### Badminton
| Olympiër       | Onderdeel     | Resultaat | Prestatie                                                                                    |
| -------------- | ------------- | --------- | -------------------------------------------------------------------------------------------- |
| Martin Giuffre | enkelspel (m) | 14e       | groep M: 2de V van HKG Long: 0-2 (11-21, 14-21) W van POR Martins: 2-1 (21-14, 22-24, 21-6)  |
|                |               |           |                                                                                              |
| Michelle Li    | enkelspel (v) | 14e       | groep M: 2de W van HUN Sárosi: 2-0 (21-11, 21-8) V van IND Sindhu: 1-2 (21-19, 15-21, 17-21) |

### Basketbal
| Olympiër | Onderdeel | Resultaat | Prestatie |
| --- | --------- | --------- | --- |
| Miah-Marie Langlois Kia Nurse Shona Thorburn Nayo Raincock-Ekunwe Kim Gaucher Miranda Ayim Nirra Fields Natalie Achonwa Lizanne Murphy Tamara Tatham Katherine Plouffe Michelle Plouffe | vrouwen   | 5e        | groep B: 3de W van China: 90-68 W van Servië: 71-67 W van Senegal: 68-58 V van de Verenigde Staten: 51-81 V van Spanje: 63-70 kwartfinale: V van Frankrijk: 63-68 |

| Groep B |                  |             |             |             |        |        |        |        |
| #       | Land             | Wedstrijden | Wedstrijden | Wedstrijden | Punten | Punten | Punten | Punten |
| #       | Land             | G           | W           | V           | V      | T      | Saldo  | Punten |
| 1       | Verenigde Staten | 5           | 5           | 0           | 520    | 316    | +204   | 10     |
| 2       | Spanje           | 5           | 4           | 1           | 387    | 333    | +54    | 9      |
| 3       | Canada           | 5           | 3           | 2           | 340    | 347    | –7     | 8      |
| 4       | Servië           | 5           | 2           | 3           | 385    | 406    | –21    | 7      |
| 5       | China            | 5           | 1           | 4           | 371    | 428    | –57    | 6      |
| 6       | Senegal          | 5           | 0           | 5           | 309    | 482    | –173   | 5      |

| Ronde       | Datum       | Lokale tijd | MEZT           | Plaats         | Land    | Score  | Land             |
| Groepsfase  |             |             |                |                |         |        |                  |
| ----------- | ----------- | ----------- | -------------- | -------------- | ------- | ------ | ---------------- |
| Groepsfase  | 6 augustus  | 14:15       | 19:15          | Rio de Janeiro | China   | 68–90  | Canada           |
| Groepsfase  | 8 augustus  | 14:15       | 19:15          | Rio de Janeiro | Canada  | 71–67  | Servië           |
| Groepsfase  | 10 augustus | 17:45       | 22:45          | Rio de Janeiro | Senegal | 58–68  | Canada           |
| Groepsfase  | 12 augustus | 15:30       | 20:30          | Rio de Janeiro | Canada  | 51–81  | Verenigde Staten |
| Groepsfase  | 14 augustus | 17:45       | 22:45          | Rio de Janeiro | Spanje  | 73–60  | Canada           |
| Kwartfinale |             |             |                |                |         |        |                  |
| 16 augustus | 22:15       | 03:15       | Rio de Janeiro | Frankrijk      | 68–63   | Canada |                  |

### Boksen
| Olympiër           | Onderdeel  | Resultaat | Prestatie                                                                  |
| ------------------ | ---------- | --------- | -------------------------------------------------------------------------- |
| Arthur Biyarslanov | –49 kg (m) | 9e        | 1ste ronde: W van JOR Al-Kasbeh: 3-0 2de ronde: V van GER Harutyunyan: 0-2 |
|                    |            |           |                                                                            |
| Mandy Bujold       | –51 kg (v) | 5e        | 1ste ronde: W van UZB Mirzaeva: 3-0 kwartfinale: V van CHN Ren: 0-3        |
| Ariane Fortin      | –75 kg (v) | 9e        | 1ste ronde: V van KAZ Shakimova: 1-2                                       |

### Boogschieten
| Olympiër                | Onderdeel       | Resultaat | Prestatie                                                                                                  |
| ----------------------- | --------------- | --------- | --- |
| Crispin Duenas          | individueel (m) | 17de      | plaatsingsronde: 18de met 669 punten 1ste ronde: W van ITA Galiazzo: 6-5 2de ronde: V van USA Garrett: 7-3 |
|                         |                 |           | |
| Georcy-Stéphanie Picard | individueel (v) | 33ste     | plaatsingsronde: 61ste met 585 punten 1ste ronde: V van TPE Tan: 1-7                                       |

### Gewichtheffen
| Olympiër                    | Onderdeel | Resultaat | Prestatie                                                    |
| --------------------------- | --------- | --------- | ------------------------------------------------------------ |
| Pascal Plamondon            | –85kg (m) | 13e       | trekken: 12de met 155kg stoten: 12de met 190kg totaal: 345kg |
|                             |           |           |                                                              |
| Marie-Ève Beauchemin-Nadeau | –69kg (v) | 9e        | trekken: 11de met 98kg stoten: 8ste met 130kg totaal: 228kg  |

### Golf
| Olympiër         | Onderdeel | Resultaat | Prestatie                 |
| ---------------- | --------- | --------- | ------------------------- |
| Graham DeLaet    | mannen    | 20e       | 280 punten: (66-71-74-69) |
| David Hearn      | mannen    | 30e       | 283 punten: (73-70-74-66) |
|                  |           |           |                           |
| Brooke Henderson | vrouwen   | 7e        | 276 punten: (70-64-75-67) |
| Alena Sharp      | vrouwen   | 30e       | 285 punten: (72-69-75-69) |

### Gymnastiek
| Olympiër                                                                  | Onderdeel                | Resultaat  | Prestatie |
| Trampoline                                                                | Trampoline               | Trampoline | Trampoline |
| ------------------------------------------------------------------------- | ------------------------ | ---------- | --- |
| Jason Burnett                                                             | trampoline (m)           | 14e        | kwalificatie: 14de met 103,715 punten |
|                                                                           |                          |            | |
| Rosannagh MacLennan VO                                                    | trampoline (v)           | Goud       | kwalificatie: 3de met 103,130 punten finale: 1ste in 56,465 punten |
| Turnen                                                                    |                          |            | |
| Scott Morgan                                                              | vloer (m)                | 18e        | kwalificatie: 18de met 14,966 punten |
| Scott Morgan                                                              | ringen (m)               | 27e        | kwalificatie: 27ste met 14,533 punten |
| Scott Morgan                                                              | sprong (m)               | 14e        | kwalificatie: 14de met 14,470 punten |
|                                                                           |                          |            | |
| Shallon Olsen                                                             | sprong (v)               | 8e         | kwalificatie: 6de met 14,950 punten finale: 8ste met 14,816 punten |
| Isabela Onyshko                                                           | balk (v)                 | 8e         | kwalificatie: 6de met 14,166 punten finale: 8ste met 13,400 punten |
| Ellie Black                                                               | meerkamp individueel (v) | 5e         | kwalificatie: 13de vloer: 15de met 14,133 punten sprong: 15de met 14,499 punten brug: 31ste met 14,500 punten balk: 44ste met 13,566 punten totaal: 56,965 punten finale: vloer: 7de met 14,366 punten sprong: 8ste met 14,866 punten brug: 10de met 14,500 punten balk: 5de met 14,566 punten totaal: 58,295 punten |
| Isabela Onyshko                                                           | meerkamp individueel (v) | 18e        | kwalificatie: 10de vloer: 22ste met 13,966 punten sprong: 14,000 punten brug: 23ste met 14,733 punten balk: 10de met 14,533 punten totaal: 57,232 punten finale: vloer: 17de met 13,900 punten sprong: 22ste met 13,933 punten brug: 15de met 14,166 punten balk: 6de met 14,166 punten totaal: 56,365 punten        |
| Ellie Black Shallon Olsen Isabela Onyshko Brittany Rogers Rose-Kaying Woo | meerkamp team (v)        | 9e         | kwalificatie: vloer: 6de met 41,965 punten sprong: 4de met 44,732 punten brug: 8ste met 43,499 punten balk: 11ste met 41,565 punten totaal: 171,761 punten |

### Hockey
| Olympiër | Onderdeel | Resultaat | Prestatie |
| --- | --------- | --------- | --- |
| Brenden Bissett David Carter Taylor Curran Adam Froese Jagdish Gill Matthew Guest Gabriel Ho-Garcia Gordon Johnston Benjamin Martin Devohn Noronha-Teixeira Sukhi Panesar Mark Pearson Keegan Pereira Matthew Sarmento Iain Smythe Scott Tupper A | mannen    | 11e       | groep B: 6de V van Duitsland: 2-6 V van Argentinië: 1-3 V van Nederland: 0-7 V van Ierland: 2-4 G tegen India: 2-2 |

| Groep B |            |             |             |             |             |            |            |            |        |
| #       | Land       | Wedstrijden | Wedstrijden | Wedstrijden | Wedstrijden | Doelpunten | Doelpunten | Doelpunten | Punten |
| #       | Land       | G           | W           | G           | V           | V          | T          | Saldo      | Punten |
| 1       | Duitsland  | 5           | 4           | 1           | 0           | 17         | 10         | +7         | 13     |
| 2       | Nederland  | 5           | 3           | 1           | 1           | 18         | 6          | +12        | 10     |
| 3       | Argentinië | 5           | 2           | 2           | 1           | 14         | 12         | +2         | 8      |
| 4       | India      | 5           | 2           | 1           | 2           | 9          | 9          | 0          | 7      |
| 5       | Ierland    | 5           | 1           | 0           | 4           | 10         | 16         | −6         | 3      |
| 6       | Canada     | 5           | 0           | 1           | 4           | 7          | 22         | −15        | 1      |

| Ronde      | Datum       | Lokale tijd | MEZT  | Plaats         | Land      | Score | Land       |
| Groepsfase |             |             |       |                |           |       |            |
| ---------- | ----------- | ----------- | ----- | -------------- | --------- | ----- | ---------- |
| Groepsfase | 6 augustus  | 18:00       | 23:00 | Rio de Janeiro | Canada    | 2–6   | Duitsland  |
| Groepsfase | 8 augustus  | 12:30       | 17:30 | Rio de Janeiro | Canada    | 1–3   | Argentinië |
| Groepsfase | 9 augustus  | 13:30       | 18:30 | Rio de Janeiro | Nederland | 7–0   | Canada     |
| Groepsfase | 11 augustus | 11:00       | 16:00 | Rio de Janeiro | Ierland   | 4–2   | Canada     |
| Groepsfase | 12 augustus | 12:30       | 17:30 | Rio de Janeiro | India     | 2–2   | Canada     |

### Judo
| Olympiër                    | Onderdeel   | Resultaat | Prestatie |
| --------------------------- | ----------- | --------- | --- |
| Sérgio Pessoa               | –60 kg (m)  | 17e       | 1ste ronde: vrij 2de ronde: V van GEO Papinasjvili: yuko |
| Antoine Bouchard            | –66 kg (m)  | 5e        | 1ste ronde: W van PNG Ovinou: ippon 2de ronde: W van RUS Poeljaev: yuko 3de ronde: W van MAR Bassou: yuko kwartfinale: V van SLO Gomboč: ippon herkansingen: W van MGL Tömörkhüleg: waza-ari bronzen finale: V van JPN Ebinuma: ippon |
| Antoine Valois-Fortier      | –81 kg (m)  | 7e        | 1ste ronde: vrij 2de ronde: W van FRA Pietri: ippon 3de ronde: W van ARG Lucenti: waza-ari kwartfinale: V van RUS Chalmoerzajev: waza-ari herkansingen: V van JPN Nagase: ippon                                                       |
| Kyle Reyes                  | –100 kg (m) | 17e       | 1ste ronde: vrij 2de ronde: V van NED Grol: ippon |
|                             |             |           | |
| Ecaterina Guica             | –52 kg (v)  | 9e        | 1ste ronde: vrij 2de ronde: V van RUS Koezjoetina: yuko |
| Catherine Beauchemin-Pinard | –57 kg (v)  | 9e        | 1ste ronde: vrij 2de ronde: V van HUN Karakas: shido |
| Kelita Zupancic             | –70 kg (v)  | 7e        | 1ste ronde: vrij 2de ronde: W van GEO Stam: shido kwartfinale: V van JPN Tachimoto: waza-ari herkansingen: V van AUT Graf: waza-ari                                                                                                   |

### Kanovaren
| Olympiër                                                          | Onderdeel      | Resultaat | Prestatie                                                                           |
| Slalom                                                            | Slalom         | Slalom    | Slalom                                                                              |
| ----------------------------------------------------------------- | -------------- | --------- | ----------------------------------------------------------------------------------- |
| Cameron Smedley                                                   | C-1 (m)        | 15e       | voorronde: run 1: 12de in 104,93 run 2: 13de in 104,83                              |
| Michael Tayler                                                    | K-1 (m)        | 16e       | voorronde: run 1: 19de in 105,66 run 2: 12de in 93,47                               |
| Sprint                                                            |                |           |                                                                                     |
| Mark Oldershaw                                                    | C-1 200 m (m)  | 20e       | serie 2: 4de in 40,972 halve finale 3: 7de in 43,357                                |
| Mark Oldershaw                                                    | C-1 1000 m (m) | 11e       | serie 3: 3de in 4.13,600 halve finale 2: 4de in 4.03,493 finale B: 4de in 4.06,972  |
| Mark de Jonge                                                     | K-1 200 m (m)  | 7e        | serie 1: 3de in 34,898 halve finale 1: 4de in 34,775 finale: 7de in 36,080          |
| Adam van Koeverden                                                | K-1 1000 m (m) | 9e        | serie 1: 3de in 3.37,212 halve finale 1: 6de in 3.36,230 finale B: 1ste in 3.31,872 |
| Ryan Cochrane Hugues Fournel                                      | K-2 200 m (m)  | 8e        | serie 1: 4de in 32,749 halve finale 1: 3de in 33,494 finale: 8ste in 33,767         |
|                                                                   |                |           |                                                                                     |
| Andréanne Langlois                                                | K-1 200 m (v)  | 14e       | serie 2: 3de in 40,956 halve finale 3: 5de in 41,350 finale B: 6de in 42,099        |
| Émilie Fournel                                                    | K-1 500 m (v)  | 17e       | serie 3: 2de in 1.53,670 halve finale 3: 7de in 1.59,638                            |
| Kathleen Fraser Genevieve Orton                                   | K-2 500 m (v)  | 13e       | serie 1: 6de in 1.46,148 halve finale 2: 5de in 1.45,351 finale B: 5de in 1.49,389  |
| Émilie Fournel Kathleen Fraser Andréanne Langlois Genevieve Orton | K-4 500 m (v)  | 8e        | serie 2: 4de in 1.34,269 halve finale 2: 2de in 1.36,254 finale: 8ste in 1.40,733   |

### Moderne vijfkamp
| Olympiër       | Onderdeel | Resultaat | Prestatie |
| -------------- | --------- | --------- | --- |
| Melanie McCann | vrouwen   | 16e       | schermen: 3de met 23 overwinningen (240 punten) zwemmen: 26ste in 2.20,81 (278 punten) paardensport: 3de met 0 strafpunten (300 punten) atletiek/schietport: 32ste in 13.42,43 (478 punten) totaal: 1296 punten |
| Donna Vakalis  | vrouwen   | 33e       | schermen: 5de met 22 overwinningen (233 punten) zwemmen: 31ste in 2.22,12 (274 punten) paardensport: geëlimineerd (0 punten) atletiek/schietport: 31ste in 13.36,19 (484 punten) totaal: 991 punten             |

### Paardensport
| Olympiër                                                     | Onderdeel   | Resultaat | Prestatie |
| Dressuur                                                     | Dressuur    | Dressuur  | Dressuur |
| ------------------------------------------------------------ | ----------- | --------- | --- |
| Megan Lane                                                   | individueel | 32e       | Grand Prix: 32ste met 71,286 punten |
| Belinda Trussell                                             | individueel | 27e       | Grand Prix: 28ste met 72,214 punten Grand Prix special: 27ste met 72,325 punten |
| Eventing                                                     |             |           | |
| Rebecca Howard                                               | individueel | 10e       | dressuur: 41ste met 49,40 strafpunten cross-country: 14de met 12,40 strafpunten springconcours: 1ste met 0 strafpunten springconcours finale: 8ste met 4 strafpunten totaal: 65,80 strafpunten                                                               |
| Colleen Loach                                                | individueel | 42e       | dressuur: 57ste met 56,50 strafpunten cross-country: 43ste met 85,20 strafpunten springconcours: 17de met 4 strafpunten totaal: 145,70 strafpunten |
| Selena O'Hanlon                                              | individueel | DNF       | dressuur: 41ste met 49,40 strafpunten cross-country: niet gefinisht |
| Jessica Phoenix                                              | individueel | 38e       | dressuur: 50ste met 52,00 strafpunten cross-country: 41ste met 75,60 strafpunten springconcours: 17de met 4 strafpunten totaal: 131,60 strafpunten |
| Colleen Loach Rebecca Howard Selena O'Hanlon Jessica Phoenix | team        | 10e       | dressuur: 12de met 150,80 strafpunten cross-country: 11de met 331,10 strafpunten springconcours: 10de met 339,10 strafpunten totaal: 821 strafpunten |
| Springconcours                                               |             |           | |
| Yann Candele                                                 | individueel | 32e       | kwalificatie: 18de 1ste ronde: 27ste met 4 strafpunten 2de ronde: 1ste met 0 strafpunten 3de ronde: 17de met 4 strafpunten totaal: 8 strafpunten 1ste ronde: 32ste met 12 strafpunten                                                                        |
| Tiffany Foster                                               | individueel | 26e       | kwalificatie: 18de 1ste ronde: 27ste met 4 strafpunten 2de ronde: 28ste met 4 strafpunten 3de ronde: 1ste met 0 strafpunten totaal: 8 strafpunten 1ste ronde: 16de met 4 strafpunten 2de ronde: 26ste met 17 strafpunten totaal: 21 strafpunten              |
| Eric Lamaze                                                  | individueel | Brons     | kwalificatie: 1ste 1ste ronde: 1ste met 0 strafpunten 2de ronde: 1ste met 0 strafpunten 3de ronde: 1ste met 0 strafpunten totaal: 0 strafpunten finale: 1ste ronde: 1ste met 0 strafpunten 2de ronde: 1ste met 0 strafpunten jump-off: 3de met 4 strafpunten |
| Amy Millar                                                   | individueel | 38e       | kwalificatie: 1ste ronde: 1ste met 0 strafpunten 2de ronde: 39ste met 5 strafpunten 3de ronde: 40ste met 12 strafpunten totaal: 17 strafpunten |
| Yann Candele Tiffany Foster Eric Lamaze Amy Millar           | team        | 4e        | 1ste ronde: 6de met 4 strafpunten 2de ronde: 2de met 4 strafpunten jump-off: 2de met 8 strafpunten totaal: 16 strafpunten |

### Roeien
| Olympiër | Onderdeel              | Resultaat | Prestatie |
| --- | ---------------------- | --------- | --- |
| Brendan Hodge Maxwell Lattimer Nicolas Pratt Eric Woelfl | lichte vier-zonder (m) | 13e       | serie 3: 4de in 6.19,44 herkansingen: 4de in 6.05,35                                                           |
| Will Crothers Kai Langerfeld Conlin McCabe Tim Schrijver | vier-zonder (m)        | 6e        | serie 2: 2de in 5.58,26 halve finale 2: 2de in 6.20,66 finale: 6de in 6.15,93                                  |
| Julien Bahain Will Dean Robert Gibson Pascal Lussier | dubbel-vier (m)        | 8e        | serie 1: 5de in 6.34,55 herkansingen: 5de in 5.56,28 finale B: 2de in 6.13,55                                  |
| |                        |           | |
| Carling Zeeman | skiff (v)              | 10e       | serie 3: 1ste in 8.41,12 kwartfinale 3: 3de in 7.34,52 halve finale 1: 4de in 7.54,07 finale B: 4de in 7.28,62 |
| Nicole Hare Jennifer Martins | dubbel-twee (v)        | 14e       | serie 1: 4de in 7.22,99 herkansingen: 4de in 8.01,09 finale C: 4de in 8.26,03                                  |
| Lindsay Jennerich Patricia Obee | lichte dubbel-twee (v) | Zilver    | serie 4: 1ste in 7.03,51 halve finale 2: 2de in 7.16,35 finale: 2de in 7.05,88                                 |
| Caileigh Filmer Susanne Grainger Natalie Mastracci Cristy Nurse Lisa Roman Christine Roper Antje von Seydlitz-Kurzbach Lauren Wilkinson Lesley Thompson-Willie S | acht (v)               | 5e        | serie 2: 3de in 6.12,44 herkansingen: 1ste in 6.28,07 finale: 5de in 6.06,04                                   |

### Rugby
| Olympiër | Onderdeel | Resultaat | Prestatie |
| --- | --------- | --------- | --- |
| Brittany Benn Hannah Darling Bianca Farella Jen Kish A Ghislaine Landry Megan Lukan Kayla Moleschi Karen Paquin Kelly Russell Ashley Steacy Natasha Watcham-Roy Charity Williams | vrouwen   | Brons     | groep C: 2de W van Japan: 45-0 W van Brazilië: 38-0 V van Groot-Brittannië: 0-22 kwartfinale: W van Frankrijk: 15-5 halve finale: V van Australië: 5-17 bronzen finale: W van Groot-Brittannië: 33-10 |

| Groep C |                  |             |             |             |            |            |            |        |
| #       | Land             | Wedstrijden | Wedstrijden | Wedstrijden | Doelpunten | Doelpunten | Doelpunten | Punten |
| #       | Land             | G           | W           | V           | V          | T          | Saldo      | Punten |
| 1       | Groot-Brittannië | 3           | 0           | 0           | 91         | 3          | +88        | 9      |
| 2       | Canada           | 2           | 0           | 1           | 83         | 22         | +61        | 7      |
| 3       | Brazilië         | 1           | 0           | 2           | 29         | 77         | –48        | 5      |
| 4       | Japan            | 0           | 0           | 3           | 10         | 111        | –101       | 3      |

| Ronde          | Datum      | Lokale tijd | MEZT           | Plaats         | Land   | Score            | Land             |
| Groepsfase     |            |             |                |                |        |                  |                  |
| -------------- | ---------- | ----------- | -------------- | -------------- | ------ | ---------------- | ---------------- |
| Groepsfase     | 6 augustus | 12:30       | 17:30          | Rio de Janeiro | Canada | 45–0             | Japan            |
| Groepsfase     | 6 augustus | 17:30       | 22:30          | Rio de Janeiro | Canada | 38–0             | Brazilië         |
| Groepsfase     | 7 augustus | 12:30       | 17:30          | Rio de Janeiro | Canada | 0–2              | Groot-Brittannië |
| Kwartfinale    |            |             |                |                |        |                  |                  |
| 7 augustus     | 17:30      | 22:30       | Rio de Janeiro | Canada         | 15–5   | Frankrijk        |                  |
| Halve finale   |            |             |                |                |        |                  |                  |
| 8 augustus     | 14:30      | 19:30       | Rio de Janeiro | Australië      | 17–5   | Canada           |                  |
| Bronzen finale |            |             |                |                |        |                  |                  |
| 9 augustus     | 18:30      | 23:30       | Rio de Janeiro | Canada         | 33–10  | Groot-Brittannië |                  |

### Schermen
| Olympiër               | Onderdeel  | Resultaat | Prestatie |
| ---------------------- | ---------- | --------- | --- |
| Maxime Brinck-Croteau  | degen (m)  | 17e       | 1ste ronde: vrij 2de ronde: V van RUS Anokhin: 14-15                                                                            |
| Maximilien van Haaster | floret (m) | 17e       | 1ste ronde: W van VEN Leal: 15-7 2de ronde: V van USA Meinhardt: 4-15                                                           |
| Joseph Polossifakis    | sabel (m)  | 17e       | 1ste ronde: vrij 2de ronde: V van BLR Boejkevitsj: 6-15                                                                         |
|                        |            |           | |
| Leonora MacKinnon      | degen (v)  | 17e       | 1ste ronde: W van ROU Pop: 15-10 2de ronde: V van ITA Fiamingo: 8-15                                                            |
| Eleanor Harvey         | floret (v) | 5e        | 1ste ronde: vrij 2de ronde: W van ALG Khelfaoui: 15-6 3de ronde: W van ITA Errigo: 15-11 kwartfinale: V van TUN Boubakri: 13-15 |

### Schietsport
| Olympiër      | Onderdeel             | Resultaat | Prestatie                                        |
| ------------- | --------------------- | --------- | ------------------------------------------------ |
| Lynda Kiejko  | 25 m pistool (v)      | 38e       | kwalificatie: 38ste met 552 punten (269-283)     |
| Lynda Kiejko  | 10 m luchtpistool (v) | 38e       | kwalificatie: 38ste met 374 punten (91-97-91-95) |
| Cynthia Meyer | trap (v)              | 7e        | kwalificatie: 7de met 67 punten (21-23-23)       |

### Schoonspringen
| Olympiër                         | Onderdeel                | Resultaat | Prestatie                                                                                            |
| -------------------------------- | ------------------------ | --------- | --- |
| Philippe Gagné                   | 3 m plank (m)            | 11e       | voorronde: 12de met 400,75 punten halve finale: 5de met 445,40 punten finale: 11de met 425,30 punten |
| Maxim Bouchard                   | 10 m toren (m)           | 19e       | voorronde: 19de met 398,15 punten                                                                    |
| Vincent Riendeau                 | 10 m toren (m)           | 14e       | voorronde: 14de met 419,50 punten halve finale: 14de met 436,30 punten                               |
|                                  |                          |           | |
| Jennifer Abel                    | 3 m plank (v)            | 4e        | voorronde: 1ste met 373,00 punten halve finale: 3de met 343,45 punten finale: 4de met 367,25 punten  |
| Pamela Ware                      | 3 m plank (v)            | 7e        | voorronde: 7de met 329,10 punten halve finale: 9de met 318,25 punten finale: 7de met 323,15 punten   |
| Meaghan Benfeito                 | 10 m toren (v)           | Brons     | voorronde: 7de met 329,15 punten halve finale: 9de met 332,80 punten finale: 3de met 389,20 punten   |
| Roseline Filion                  | 10 m toren (v)           | 6e        | voorronde: 9de met 323,55 punten halve finale: 7de met 336,80 punten finale: 6de met 367,95 punten   |
| Jennifer Abel Pamela Ware        | 3 m plank synchroon (v)  | 4e        | 298,32 punten                                                                                        |
| Meaghan Benfeito Roseline Filion | 10 m toren synchroon (v) | Brons     | 336,18 punten                                                                                        |

### Synchroonzwemmen
| Olympiër                          | Onderdeel | Resultaat | Prestatie |
| --------------------------------- | --------- | --------- | --- |
| Jacqueline Simoneau Karine Thomas | duet      | 7e        | kwalificatie: 7de technisch: 7de met 89,2916 punten vrij: 7de met 90,0667 punten totaal: 179,3583 punten finale: technisch: 7de met 89,2916 punten vrij: 7de met 90,6000 punten totaal: 179,8916 punten |

### Taekwondo
| Olympiër         | Onderdeel  | Resultaat | Prestatie                                                        |
| ---------------- | ---------- | --------- | ---------------------------------------------------------------- |
| Melissa Pagnotta | –67 kg (v) | 7e        | voorronde: V van KOR Oh: 3-9 herkansingen: V van TPE Chuang: 1-4 |

### Tafeltennis
| Olympiër    | Onderdeel     | Resultaat | Prestatie |
| ----------- | ------------- | --------- | --- |
| Eugene Wang | enkelspel (m) | 17e       | voorronde: vrij 1ste ronde: W van CUB Campos: 4-2 (6-11, 13-11, 9-11, 11-4, 11-5, 11-6) 2de ronde: W van TUR Li: 4-0 (11-7, 11-9, 11-7, 11-4) 3de ronde: V van HKG Wong: 0-4 (9-11, 8-11, 5-11, 9-11) |
|             |               |           | |
| Mo Zhang    | enkelspel (v) | 33e       | voorronde: vrij 1ste ronde: W van CZE Matelová: 4-3 (14-12, 14-16, 11-8, 6-11, 11-6, 9-11, 11-3) 2de ronde: V van HUN Póta: 1-4 (7-11, 12-10, 5-11, 8-11, 5-11)                                       |

### Tennis
| Olympiër                            | Onderdeel      | Resultaat | Prestatie |
| ----------------------------------- | -------------- | --------- | --- |
| Vasek Pospisil                      | enkelspel (m)  | 33e       | 1ste ronde: V van FRA Monfils: 1-6, 3-6 |
| Daniel Nestor Vasek Pospisil        | dubbelspel (m) | 4e        | 1ste ronde: W van NZL Daniell/Venus: 4-6, 6-3, 7-6(6) 2de ronde: W van POR Elias/Sousa: 6-1, 6-4 kwartfinale: W van ITA Fognini/Seppi: 6-3, 6-1 halve finale: V van ESP López/Nadal: 6-7(1), 6-7(4) bronzen finale: V van USA Johnson/Sock: 2-6, 4-6 |
|                                     |                |           | |
| Eugenie Bouchard                    | enkelspel (v)  | 17e       | 1ste ronde: W van USA Stephens: 6-3, 6-3 2de ronde: V van GER Kerber: 4-6, 2-6 |
| Eugenie Bouchard Gabriela Dabrowski | dubbelspel (v) | 9e        | 1ste ronde: W van POL Jans-Ignacik/Kania: 6-4, 5-7, 6-4 2de ronde: V van CZE Šafářová/Strýcová: 7-6(4), 2-6, 4-6 |

### Triatlon
| Olympiër          | Onderdeel | Resultaat | Prestatie |
| ----------------- | --------- | --------- | --------- |
| Tyler Mislawchuk  | mannen    | 15e       | 1:47.40   |
| Andrew Yorke      | mannen    | 42e       | 1:52.46   |
|                   |           |           |           |
| Sarah-Anne Brault | vrouwen   | 42e       | 2:04.28   |
| Amélie Kretz      | vrouwen   | 34e       | 2:02.48   |
| Kirsten Sweetland | vrouwen   | 41e       | 2:04.16   |

### Voetbal

#### Vrouwen
| Olympiër | Onderdeel | Resultaat | Prestatie |
| --- | --------- | --------- | --- |
| Stephanie Labbé Allysha Chapman Kadeisha Buchanan Shelina Zadorsky Rebecca Quinn Deanne Rose Rhian Wilkinson Diana Matheson Josée Bélanger Ashley Lawrence Desiree Scott Christine Sinclair A Sophie Schmidt Melissa Tancredi Nichelle Prince Janine Beckie Jessie Fleming Sabrina D'Angelo | vrouwen   | Brons     | groep F: 1ste W van Australië: 2-0 W van Zimbabwe: 3-1 W van Duitsland: 2-1 kwartfinale: W van Frankrijk: 1-0 halve finale: V van Duitsland: 0-2 bronzen finale: W van Brazilië: 2-1 |

| Groep F |           |             |             |             |             |            |            |            |        |
| #       | Land      | Wedstrijden | Wedstrijden | Wedstrijden | Wedstrijden | Doelpunten | Doelpunten | Doelpunten | Punten |
| #       | Land      | G           | W           | G           | V           | V          | T          | Saldo      | Punten |
| 1       | Canada    | 3           | 3           | 0           | 0           | 7          | 2          | +5         | 9      |
| 2       | Duitsland | 3           | 1           | 1           | 1           | 9          | 5          | +4         | 4      |
| 3       | Australië | 3           | 1           | 1           | 1           | 8          | 5          | +3         | 4      |
| 4       | Zimbabwe  | 3           | 0           | 0           | 3           | 3          | 15         | –12        | 0      |

| Ronde          | Datum       | Lokale tijd | MEZT      | Plaats         | Land      | Score     | Land      |
| -------------- | ----------- | ----------- | --------- | -------------- | --------- | --------- | --------- |
| Groepsfase     |             |             |           |                |           |           |           |
| 3 augustus     | 15:00       | 20:00       | São Paulo | Canada         | 2–0       | Australië |           |
| 6 augustus     | 15:00       | 20:00       | São Paulo | Canada         | 3–1       | Zimbabwe  |           |
| 9 augustus     | 16:00       | 21:00       | Brasilia  | Duitsland      | 1–2       | Canada    |           |
| Kwartfinale    | 12 augustus | 19:00       | 00:00     | São Paulo      | Canada    | 1–0       | Frankrijk |
| Halve finale   | 16 augustus | 16:00       | 21:00     | Belo Horizonte | Duitsland | 2–0       | Canada    |
| Bronzen finale | 19 augustus | 13:00       | 18:00     | São Paulo      | Brazilië  | 1–2       | Canada    |

### Volleybal

#### Beach
| Olympiër                     | Onderdeel | Resultaat | Prestatie |
| ---------------------------- | --------- | --------- | --- |
| Ben Saxton Chaim Schalk      | beach (m) | 9e        | groep D: 3de V van LAT Samoilovs/Šmēdiņš: 1-2 (17-21, 21-18, 13-15) W van BRA Oliveira/Salgado: 2-1 (17-21, 21-18, 16-14) V van CUB Díaz/González: 0-2 (15-21, 18-21) lucky losers: W van POL Fijałek/Prudel: 2-0 (21-19, 21-18) 2de ronde: V van NED Brouwer/Meeuwsen: 0-2 (12-21, 15-21) |
| Josh Binstock Sam Schachter  | beach (m) | 17e       | groep A: 4de V van BRA Cerutti/Schmidt: 0-2 (19-21, 20-22) V van ITA Carambula/Ranghieri: 1-2 (18-21, 21-14, 11-15) V van AUT Doppler/Horst: 1-2 (19-21, 21-16, 8-15) |
|                              |           |           | |
| Heather Bansley Sarah Pavan  | beach (v) | 5e        | groep E: 1ste W van NED van der Vlist/van Gestel: 2-0 (21-15, 21-17) W van SUI Heidrich/Zumkehr: 2-0 (21-18, 21-18) W van GER Borger/Büthe: 2-0 (21-19, 21-15) 2de ronde: W van CAN Broder/Valjas: 2-0 (21-16, 21-11) kwartfinale: V van GER Ludwig/Walkenhorst: 0-2 (14-21, 14-21)        |
| Jamie Broder Kristina Valjas | beach (v) | 9e        | groep D: 2de W van ITA Menegatti/Giombini: 2-1 (15-21, 21-18, 15-9) V van GER Ludwig/Walkenhorst: 0-2 (17-21, 11-21) W van EGY Elghobashy/Meawad: 2-0 (21-12, 21-16) 2de ronde: V van CAN Bansley/Pavan: 0-2 (16-21, 11-21)                                                                |

#### Zaal
| Olympiër | Onderdeel | Resultaat | Prestatie |
| --- | --------- | --------- | --- |
| Tyler Sanders Gord Perrin Nicholas Hoag Rudy Verhoeff Justin Duff Daniel Jansen Van Doorn Gavin Schmitt Fred Winters A Graham Vigrass Blair Cameron Bann L Jay Blankenau Steven Marshall | zaal (m)  |           | groep A: 2de W van de Verenigde Staten: 3-0 (25-23, 25-17, 25-23) V van Brazilië: 1-3 (26-24, 18-25, 22-25, 17-25) V van Frankrijk: 0-3 (19-25, 16-25, 19-25) W van Mexico: 3-0 (25-20, 25-13, 25-22) W van Italië: 3-1 (25-23, 25-17, 16-25, 25-21) kwartfinale: V van Rusland: 0-3 (15-25, 20-25, 18-25) |

| # | Ploeg            | Punten | Wedstrijden | Wedstrijden | Wedstrijden | Spelpunten | Spelpunten | Spelpunten | Sets | Sets | Sets  |
| # | Ploeg            | Punten | G           | W           | V           | W          | V          | Ratio      | W    | V    | Ratio |
| - | ---------------- | ------ | ----------- | ----------- | ----------- | ---------- | ---------- | ---------- | ---- | ---- | ----- |
| 1 | Italië           | 12     | 5           | 4           | 1           | 432        | 375        | 1,152      | 13   | 5    | 2,600 |
| 2 | Canada           | 9      | 5           | 3           | 2           | 378        | 378        | 1,000      | 10   | 7    | 1,428 |
| 3 | Verenigde Staten | 9      | 5           | 3           | 2           | 419        | 405        | 1,034      | 10   | 8    | 1,250 |
| 4 | Brazilië         | 9      | 5           | 3           | 2           | 467        | 442        | 1,056      | 11   | 9    | 1,222 |
| 5 | Frankrijk        | 6      | 5           | 2           | 3           | 386        | 367        | 1,051      | 8    | 9    | 0,888 |
| 6 | Mexico           | 0      | 5           | 0           | 5           | 283        | 398        | 0,711      | 1    | 15   | 0,066 |

| Ronde       | Datum | Lokale tijd | MEZT           | Plaats           | Land | Score     | Land |
| ----------- | ----- | ----------- | -------------- | ---------------- | ---- | --------- | ---- |
| Groepsfase  |       |             |                |                  |      |           |      |
| 7 augustus  | 17:05 | 22:05       | Rio de Janeiro | Verenigde Staten | 0–3  | Canada    |      |
| 9 augustus  | 22:35 | 03:35       | Rio de Janeiro | Brazilië         | 3–1  | Canada    |      |
| 11 augustus | 17:05 | 22:05       | Rio de Janeiro | Canada           | 0–3  | Frankrijk |      |
| 13 augustus | 20:30 | 01:30       | Rio de Janeiro | Canada           | 3–0  | Mexico    |      |
| 15 augustus | 20:30 | 01:30       | Rio de Janeiro | Italië           | 1–3  | Canada    |      |
| Kwartfinale |       |             |                |                  |      |           |      |
| 17 augustus | 10:00 | 15:00       | Rio de Janeiro | Canada           | 0–3  | Rusland   |      |

### Wielersport
| Olympiër                                                  | Onderdeel                | Resultaat | Prestatie |
| Baan                                                      | Baan                     | Baan | Baan |
| --------------------------------------------------------- | ------------------------ | --- | --- |
| Hugo Barrette                                             | keirin (m)               | 13e | 1ste ronde: 4de herkansingen: 2de |
|                                                           |                          | | |
| Kate O'Brien                                              | sprint (v)               | 13e | kwalificatie: 12de in 11,020 1ste ronde: V van NZL Hansen 1ste ronde herkansingen: V van CAN Sullivan/ GER Welte |
| Monique Sullivan                                          | 13e                      | kwalificatie: 17de in 11,143 1ste ronde: V van GBR Marchant 1ste ronde herkansingen: V van CAN O'Brien/ GER Welte | |
| Kate O'Brien                                              | keirin (v)               | 13e | 1ste ronde: 6de herkansingen: 2de |
| Monique Sullivan                                          | 13e                      | 1ste ronde: 6de herkansingen: 5de                                                                                 | |
| Allison Beveridge                                         | omnium (v)               | 11e | scratch: 15de (14 punten) individuele achtervolging: 9de in 3.36,938 (24 punten) afvalling: 14de (12 punten) tijdrit: 9de in 36,247 (24 punten) vliegende ronde: 6de in 14,140 (30 punten) puntenkoers: 17de (0 punten) totaal: 168 punten |
| Kate O'Brien Monique Sullivan                             | teamsprint (v)           | 7e | kwalificatie: 7de in 33,735 halve finale: V van Rusland: 33,684 |
| Laura Brown Jasmin Glaesser Kirsti Lay Georgia Simmerling | ploegenachtervolging (v) | Brons | kwalificatie: 4de in 4.19,599 halve finale: 3de in 4.15,636 (NR) bronzen finale: W van Nieuw-Zeeland: 4.14,627 (NR) |
| BMX                                                       |                          | | |
| Tory Nyhaug                                               | BMX (m)                  | 5e | plaatsingsronde: 18de in 35,422 kwartfinale 2: 1ste met 4 punten halve finale 2: 4de met 12 punten finale: 5de in 35,674 |
| Mountainbike                                              |                          | | |
| Léandre Bouchard                                          | mountainbike (m)         | 27e | 1:42.43 |
| Raphaël Gagné                                             | mountainbike (m)         | 43e | op 2 ronden |
|                                                           |                          | | |
| Emily Batty                                               | mountainbike (v)         | 4e | 1:31.43 |
| Catharine Pendrel                                         | mountainbike (v)         | Brons | 1:31.41 |
| Baan                                                      |                          | | |
| Hugo Houle                                                | tijdrit (m)              | 21e | 1:17.02,4 |
| Antoine Duchesne                                          | weg (m)                  | DNF | niet gefinisht |
| Hugo Houle                                                | weg (m)                  | DNF | niet gefinisht |
| Michael Woods                                             | weg (m)                  | 55e | 6:30.05 |
|                                                           |                          | | |
| Karol-Ann Canuel                                          | tijdrit (v)              | 13e | 46.30,93 |
| Tara Whitten                                              | tijdrit (v)              | 7e | 45.01,16 |
| Karol-Ann Canuel                                          | weg (v)                  | 25e | 3:56.34 |
| Leah Kirchmann                                            | weg (v)                  | 38e | 4:01.29 |
| Tara Whitten                                              | weg (v)                  | DNF | niet gefinisht |

### Worstelen
| Olympiër         | Onderdeel  | Resultaat | Prestatie |
| ---------------- | ---------- | --------- | --- |
| Haislan Garcia   | –65kg (m)  | 11e       | kwalificatie: V van RUS Ramonov: 1-7 herkansingen 1: W van CUB Valdés: 3-1 herkansingen 2: V van MGL Mandakhnaran: 0-2                                            |
| Korey Jarvis     | –125kg (m) | 8e        | kwalificatie: V van IRI Ghasemi: 2-5 herkansingen 1: W van EGY Kamal: 7-0 herkansingen 2: V van GEO Petriasjvili: 2-9                                             |
|                  |            |           | |
| Jasmine Mian     | –48kg (v)  | 12e       | kwalificatie: vrij 1ste ronde: V van CHN Sun: 4-14 |
| Jillian Gallays  | –53kg (v)  | 19e       | kwalificatie: V van PRK Jong: 0-11 |
| Michelle Fazzari | –58kg (v)  | 17e       | kwalificatie: vrij 1ste ronde: V van TUR Yeşilırmak: 1-3 |
| Danielle Lappage | –63kg (v)  | 15e       | kwalificatie: V van UKR Tkach: 0-2 |
| Dorothy Yeats    | –69kg (v)  | 5e        | kwalificatie: vrij 1ste ronde: W van NGR Rueben: 7-0 kwartfinale: V van JPN Dosho: 2-7 herkansingen: W van TUR Tosun: 3-2 bronzen finale: V van SWE Fransson: 1-2 |
| Erica Wiebe      | –75kg (v)  | Goud      | kwalificatie: vrij 1ste ronde: W van GER Selmaier: 5-2 kwartfinale: W van CHN Zhang: 5-2 halve finale: W van BLR Marzaljoek: 3-0 finale: W van KAZ Manyurova: 6-0 |

### Zeilen
| Olympiër                       | Onderdeel        | Resultaat | Prestatie                                       |
| ------------------------------ | ---------------- | --------- | ----------------------------------------------- |
| Lee Parkhill                   | Laser (m)        | 23e       | 215 punten: (43-37-33-9-19-20-14-23-4-13)       |
| Tom Ramshaw                    | Finn (m)         | 21e       | 173 punten: (19-12-22-13-9-17-22-20-20-19)      |
| Graeme Saunders Jacob Saunders | 470 (m)          | 22e       | 186 punten: (26-20-22-19-12-14-17-21-13-21)     |
|                                |                  |           |                                                 |
| Brenda Bowskill                | Laser Radial (v) | 16e       | 157 punten: (9-30-15-20-10-19-9-20-10-15)       |
| Danielle Boyd Erin Rafuse      | 49erFX (v)       | 16e       | 163 punten: (5-4-11-16-16-16-18-17-12-18-16-14) |
|                                |                  |           |                                                 |
| Luke Ramsay Nikola Girke       | Nacra 17 (g)     | 15e       | 154 punten: (4-15-8-10-16-9-18-21-15-12-17-9)   |

### Zwemmen
| Olympiër                                                                              | Onderdeel             | Resultaat | Prestatie                                                                         |
| ------------------------------------------------------------------------------------- | --------------------- | --------- | --------------------------------------------------------------------------------- |
| Santo Condorelli                                                                      | 50m vrije slag (m)    | 12e       | serie 10: 4de in 21,83 halve finale 1: 5de in 21,97                               |
| Yuri Kisil                                                                            | 50m vrije slag (m)    | 35e       | serie 7: 7de in 22,50                                                             |
| Santo Condorelli                                                                      | 100m vrije slag (m)   | 4e        | serie 6: 1ste in 48,22 halve finale 2: 2de in 47,93 finale: 4de in 47,88          |
| Yuri Kisil                                                                            | 100m vrije slag (m)   | 10e       | serie 7: 3de in 48,49 halve finale 2: 6de in 48,28                                |
| Ryan Cochrane                                                                         | 400m vrije slag (m)   | 11e       | serie 6: 5de in 3.45,83                                                           |
| Ryan Cochrane                                                                         | 1500m vrije slag (m)  | 6e        | serie 5: 5de in 14.53,44 finale: 6de in 14.49,61                                  |
| Javier Acevedo                                                                        | 100m rugslag (m)      | 17e       | serie 4: 6de in 54,11                                                             |
| Jason Block                                                                           | 100m schoolslag (m)   | 24e       | serie 3: 3de in 1.00,71                                                           |
| Ashton Baumann                                                                        | 200m schoolslag (m)   | 24e       | serie 5: 7de in 2.12,61                                                           |
| Santo Condorelli                                                                      | 100m vlinderslag (m)  | 12e       | serie 2: 1ste in 51,99 halve finale 1: 5de in 51,83                               |
| Santo Condorelli Yuri Kisil Markus Thormeyer Evan Van Moerkerke                       | 4x100m vrije slag (m) | 7e        | serie 1: 2de in 3.14,06 finale: 7de in 3.14,35                                    |
| Javier Acevedo Jason Block Santo Condorelli Mack Darragh                              | 4x10 m wisselslag (m) | 16e       | serie 1: 8ste in 3.36,92                                                          |
| Richard Weinberger                                                                    | 10km open water (m)   | 18e       | 1:53.16,4                                                                         |
|                                                                                       |                       |           |                                                                                   |
| Chantal Van Landeghem                                                                 | 50m vrije slag (v)    | 10e       | serie 10: 3de in 24,57 halve finale 1: 5de in 24,61                               |
| Michelle Williams                                                                     | 50m vrije slag (v)    | 18e       | serie 12: 6de in 24,91                                                            |
| Chantal Van Landeghem                                                                 | 100m vrije slag (v)   | 10e       | serie 5: 5de in 53,89 halve finale 2: 5de in 54,00                                |
| Penny Oleksiak VS                                                                     | 100m vrije slag (v)   | Goud      | serie 5: 3de in 53,53 halve finale 2: 2de in 52,72 finale: 1ste in 52,70 (OR)     |
| Brittany MacLean                                                                      | 200m vrije slag (v)   | 10e       | serie 6: 6de in 1.57,74 halve finale 1: 5de in 1.57,36                            |
| Katerine Savard                                                                       | 200m vrije slag (v)   | 15e       | serie 3: 2de in 1.57,15 halve finale 2: 7de in 1.57,80                            |
| Brittany MacLean                                                                      | 400m vrije slag (v)   | 5e        | serie 3: 3de in 4.03,43 (NR) finale: 5de in 4.04,69                               |
| Emily Overholt                                                                        | 400m vrije slag (v)   | 25e       | serie 2: 7de in 4.16,24                                                           |
| Brittany MacLean                                                                      | 800m vrije slag (v)   | 10e       | serie 3: 4de in 8.26,43                                                           |
| Dominique Bouchard                                                                    | 100m rugslag (v)      | 12e       | serie 5: 4de in 1.00,18 halve finale 1: 6de in 1.00,54                            |
| Kylie Masse                                                                           | 100m rugslag (v)      | Brons     | serie 5: 2de in 59,07 halve finale 2: 4de in 59,06 (NR) finale: 3de in 58,76 (NR) |
| Dominique Bouchard                                                                    | 200m rugslag (v)      | 9e        | serie 3: 2de in 2.08,87 halve finale 2: 6de in 2.09,07                            |
| Hilary Caldwell                                                                       | 200m rugslag (v)      | Brons     | serie 3: 2de in 2.07,40 halve finale 1: 1ste in 2.07,17 finale: 3de in 2.07,4     |
| Rachel Nicol                                                                          | 100m schoolslag (v)   | 5e        | serie 4: 4de in 1.06,85 halve finale 2: 6de in 1.06,73 finale: 5de in 1.06,68     |
| Kierra Smith                                                                          | 100m schoolslag (v)   | 18e       | serie 6: 7de in 1.07,41                                                           |
| Martha McCabe                                                                         | 200m schoolslag (v)   | 23e       | serie 3: 8ste in 2.28,62                                                          |
| Kierra Smith                                                                          | 200m schoolslag (v)   | 7e        | serie 4: 1ste in 2.23,69 halve finale 1: 4de in 2.22,87 finale: 7de in 2.23,19    |
| Penny Oleksiak                                                                        | 100m vlinderslag (v)  | Zilver    | serie 6: 2de in 56,73 halve finale 2: 3de in 57,10 finale: 2de in 56,46 (NR)      |
| Noemie Thomas                                                                         | 100m vlinderslag (v)  | 17e       | serie 5: 5de in 58,27                                                             |
| Audrey Lacroix                                                                        | 200m vlinderslag (v)  | 16e       | serie 2: 6de in 2.09,21 halve finale 1: 8ste in 2.09,95                           |
| Sydney Pickrem                                                                        | 200m wisselslag (v)   | 6e        | serie 5: 2de in 2.11,06 halve finale 1: 4de in 2.10,57 finale: 6de in 2.11,22     |
| Erika Seltenreich-Hodgson                                                             | 200m wisselslag (v)   | 15e       | serie 4: 4de in 2.12,56 halve finale 1: 8ste in 2.12,25                           |
| Emily Overholt                                                                        | 400m wisselslag (v)   | 5e        | serie 4: 3de in 4.36,54 finale: 5de in 4.34,70                                    |
| Sydney Pickrem                                                                        | 400m wisselslag (v)   | 12e       | serie 3: 2de in 4.38,06                                                           |
| Sandrine Mainville Penny Oleksiak Chantal Van Landeghem Michelle Williams Taylor Ruck | 4x100m vrije slag (v) | Brons     | serie 2: 3de in 3.33,84 finale: 3de in 3.32,89                                    |
| Kennedy Goss Brittany MacLean Penny Oleksiak Katerine Savard                          | 4x200m vrije slag (v) | Brons     | serie 1: 3de in 7.51,99 finale: 3de in 7.45,39 (NR)                               |
| Kylie Masse Penny Oleksiak Kierra Smith Noemie Thomas                                 | 4x100m wisselslag (v) | 5e        | serie 1: 1ste in 3.56,80 (NR) finale: 5de in 3.55,49 (NR)                         |
| Stephanie Horner                                                                      | 10km open water (v)   | 23e       | 1:59.22,1                                                                         |

Afghanistan · Albanië · Algerije · Amerikaanse Maagdeneilanden · Amerikaans-Samoa · Andorra · Angola · Antigua en Barbuda · Argentinië · Armenië · Aruba · Australië · Azerbeidzjan · Bahama's · Bahrein · Bangladesh · Barbados · België · Belize · Benin · Bermuda · Bhutan · Bolivia · Bosnië en Herzegovina · Botswana · Brazilië · Britse Maagdeneilanden · Brunei · Bulgarije · Burkina Faso · Burundi · Cambodja · Canada · Centraal-Afrikaanse Republiek · Chili · China · Chinees Taipei · Colombia · Comoren · Congo-Brazzaville · Congo-Kinshasa · Cookeilanden · Costa Rica · Cuba · Cyprus · Denemarken · Djibouti · Dominica · Dominicaanse Republiek · Duitsland · Ecuador · Egypte · El Salvador · Equatoriaal-Guinea · Eritrea · Estland · Ethiopië · Fiji · Filipijnen · Finland · Frankrijk · Gabon · Gambia · Georgië · Ghana · Grenada · Griekenland · Groot-Brittannië · Guam · Guatemala · Guinee · Guinee‑Bissau · Guyana · Haïti · Honduras · Hongarije · Hongkong · Ierland · IJsland · India · Indonesië · Irak · Iran · Israël · Italië · Ivoorkust · Jamaica · Japan · Jemen · Jordanië · Kaaimaneilanden · Kaapverdië · Kameroen · Kazachstan · Kenia · Kirgizië · Kiribati · Kosovo · Kroatië · Laos · Lesotho · Letland · Libanon · Liberia · Libië · Liechtenstein · Litouwen · Luxemburg · Macedonië · Madagaskar · Malawi · Malediven · Maleisië · Mali · Malta · Marshalleilanden · Marokko · Mauritanië · Mauritius · Mexico · Micronesië · Moldavië · Monaco · Mongolië · Montenegro · Mozambique · Myanmar · Namibië · Nauru · Nederland · Nepal · Nicaragua · Nieuw-Zeeland · Niger · Nigeria · Noord-Korea · Noorwegen · Oeganda · Oekraïne · Oezbekistan · Oman · Oostenrijk · Oost-Timor · Pakistan · Palau · Palestina · Panama · Papoea-Nieuw-Guinea · Paraguay · Peru · Polen · Portugal · Puerto Rico · Qatar · Roemenië · Rusland · Rwanda · Saint Kitts en Nevis · Saint Lucia · Saint Vincent en Grenadines · Salomonseilanden · Samoa · San Marino · Sao Tomé en Principe · Saoedi-Arabië · Senegal · Servië · Seychellen · Sierra Leone · Singapore · Slovenië · Slowakije · Soedan · Somalië · Spanje · Sri Lanka · Suriname · Swaziland · Syrië · Tadzjikistan · Tanzania · Thailand · Togo · Tonga · Trinidad en Tobago · Tsjaad · Tsjechië · Tunesië · Turkije · Turkmenistan · Tuvalu · Uruguay · Vanuatu · Venezuela · Verenigde Arabische Emiraten · Verenigde Staten · Vietnam · Wit-Rusland · Zambia · Zimbabwe · Zuid-Afrika · Zuid-Korea · Zuid-Soedan · Zweden · Zwitserland
Individuele Olympische Atleten · Olympisch vluchtelingenteam